# جشنواره فیلم دانشگاه تهران
جشنوارهٔ فیلم دانشگاه تهران جشنواره‌ای است که اولین دورهٔ آن سال ۱۳۸۹ برگزار شد. این جشنواره با همکاری دانشگاه تهران، پردیس هنرهای زیبا، انجمن سینمای دانشگاه تهران و ادارهٔ امور فرهنگی و اجتماعی دانشگاه تهران برگزار می‌شود و محل برگزاری آن تالار آوینی دانشگاه تهران است.

## اولین دوره
در اولین دورهٔ این جشنواره تعداد زیادی فیلم کوتاه و نیمه بلند به نمایش درآمدند که همگی آن‌ها ساختة فارغ‌التحصیلان کارشناسی ارشد رشتهٔ سینمای دانشگاه تهران بودند. این فیلم‌ها شامل فیلم‌های داستانی، تجربی و مستند تجربی بودند. اولین دورهٔ این جشنواره تنها در حوزهٔ کارگردانی برگزار شد. سه فیلمساز، تندیس بهترین کارگردانان این جشنواره را دریافت کردند که شامل علیرضا کاظمی‌پور برای فیلم «آهستگی»، ایمان بهروزی برای فیلم «کنار این راه‌ها» و فرزین کمالی‌نیا برای فیلم «سایه‌ها» بودند. دو فیلمساز نیز تقدیرنامه دریافت کردند. لاله ایجادی برای فیلم «نان و عشق» و عطیه عطارزاده برای فیلم «شب‌خوانی» موفق به دریافت تقدیرنامهٔ جشنواره فیلم دانشگاه تهران شدند. هیئت داوران اولین دوره شامل دکتر احمد الستی، دکتر محمد باقر قهرمانی، فریدون علیاری، استاد میر ولی‌الله مدنی و سیاوش محسنی بود. سمت دبیر جشنواره به فریدون علیاری و دبیر اجرایی جشنواره به مقداد جعفرزاده تعلق داشت.

## فیلم‌های شاخص اولین دوره
- آهستگی، علیرضا کاظمی‌پور
- کنار این راه‌ها، ایمان بهروزی
- سایه‌ها، فرزین کمالی نیا
- نان و عشق، لاله ایجادی
- شب‌خوانی، عطیه عطارزاده

## دوره‌های بعدی
طبق گزارش ایسنا قرار است دوره‌های بعدی در رشته‌های و بخش‌های گوناگون برگزار شود. حضور فیلمسازان دانشگاه‌های دیگر در دوره‌های آتی آزاد خواهد بود.